# جاك جونسون (فنان)
جاك جونسون (بالإنجليزية: Jack Johnson)‏ (و. 1975  م) هو مغن ومؤلف، ومغني، وموسيقي، ومتركمج، وملحن، ومنتج أسطوانات، وعازف قيثارة، ومنتج بضائع، من الولايات المتحدة، ولد في هونولولو.

## التعليم
تعلم في جامعة كاليفورنيا، سانتا باربرا.

## وصلات خارجية
- جاك جونسون على موقع IMDb (الإنجليزية)
- جاك جونسون على موقع ميوزك برينز (الإنجليزية)
- جاك جونسون على موقع رولينغ ستون (الإنجليزية)
- جاك جونسون على موقع إن إن دي بي (الإنجليزية)
- جاك جونسون على موقع أول ميوزيك (الإنجليزية)
- جاك جونسون على موقع ديسكوغز (الإنجليزية)
- جاك جونسون على موقع قاعدة بيانات الفيلم (الإنجليزية)